# Beauficel-en-Lyons
Beauficel-en-Lyons település Franciaországban, Eure megyében. Lakosainak száma 207 fő (2022. január 1.). Beauficel-en-Lyons Fleury-la-Forêt, Lilly, Lorleau, Lyons-la-Forêt és Morgny községekkel határos.

## Népesség
A település népességének változása:
| Lakosok száma | 147  | 136  | 150  | 173  | 192  | 192  | 188  | 187  | 186  | 207  |
|               | 1968 | 1982 | 1990 | 2006 | 2013 | 2015 | 2017 | 2019 | 2020 | 2022 |